# Nélida Piñón
Pour les articles homonymes, voir Piñón.
Nélida Piñón, née le 3 mai 1937 à Rio de Janeiro et morte le 17 décembre 2022 à Lisbonne, est une écrivaine brésilienne membre de l'Académie brésilienne des lettres.

## Biographie
Elle est née en mai 1937 à Rio de Janeiro,. Son prénom de Nélida est une anagramme du prénom de son grand-père, Daniel. Ses grands-parents étaient des immigrants galiciens, de Cotobade dans la province de Pontevedra.
Nélida Piñón passe une partie de son enfance en Espagne. Elle effectue des études supérieures de journalisme à Rio de Janeiro. Elle devient rédactrice en chef et membre du conseil éditorial de plusieurs revues au Brésil et à l'étranger, tout en se consacrant à l'écriture.
Son livre Une république des rêves, publié au Brésil en 1984, traite de l'émigration telle que l'ont vécu ses grands-parents depuis la Galice au Brésil et les multiples difficultés et épreuves qu'ils ont subis.
Elle entre à l'Académie brésilienne des lettres en 1989, et en devient sept ans plus tard la première femme présidente. Elle se voit décerner en 2005 le Prix Princesse des Asturies pour la littérature.
Elle meurt à Lisbonne en décembre 2022,,. Son corps est rapatrié au Brésil, et est inhumé au mausolée de l’Académie brésilienne des lettres, dans un cimetière de Rio de Janeiro.

## Distinctions
- 1995 : prix Juan Rulfo décerné par Radio France internationale (RFI)
- 1996 : première femme à devenir membre de l'Académie brésilienne des lettres
- 1998 : docteur honoris causa de l'université de Saint-Jacques-de-Compostelle
- 2005 : prix Princesse des Asturies de littérature
- 2007 : docteur honoris causa de l'université nationale autonome du Mexique
- 2010 : prix Casa de las Américas

## Œuvres
- Guía-mapa de Gabriel Arcanjo, 196)
- Madeira Feita Cruz, 1963
- Tempo das frutas, 1966

traduit en français sous le titre Le Temps des fruits par Violante do Canto et Yves Colemanu, Paris, Éditions des Femmes, 1993, 189 p.  (ISBN 2-7210-0433-6)
- Fundador, 1969

traduit en français sous le titre Fundador par Violante do Canto et Yves Colemanu, Paris, Éditions des Femmes, 1998, 379 p.  (ISBN 2-7210-0469-7)
- A casa da Paixao, 1972

traduit en français sous le titre La Maison de la passion par Geneviève Leibrich, Paris, Éditions Stock, coll. « Nouveau Cabinet Cosmopolite », 1980, 186 p.  (ISBN 2-7210-0469-7)
- Sala de armas (1973)

traduit en français sous le titre La Salle d’armes par Violante do Canto et Yves Colemanu, Paris, Éditions des Femmes, 2005, 198 p.  (ISBN 2-7210-0517-0)
- Tebas de mi corazón (1974)
- La fuerza del destino (1977)

- traduit en français sous le titre La Force du destin par Geneviève Leibrich, Paris, Éditions des Femmes, 1987, 200 p.  (ISBN 978-2-7210-0314-0)
- El calor de las cosas (1980)
- A doce canção de caetana
- O pão de cada dia
- Até amanhã, outra vez
- O presumível coração da América
- A república dos sonhos (1984)

traduit en français sous le titre La République des rêves par Violante do Canto et Yves Colemanu, Paris, Éditions des Femmes, 1990, 933 p.  (ISBN 2-7210-0319-4)
- Vozes do Deserto (2004)
- Um dia chegarei a Sagres(2020)

traduit en français sous le titre Un jour j’irai à Sagres par Antoinette Fouque, Paris, Éditions des Femmes, 2022, 480 p.  (ISBN 978-2-7210-0962-3)